# Llista de premis i nominacions rebuts per American Horror Story
American Horror Story és una sèrie dramàtica amb pinzellades de terror, creada i produïda per Ryan Murphy i Brad Falchuk per a televisió. Que fou estrenada a FX el 5 d'octubre de 2011.
La sèrie s'emet a la televisió per cable FX canal als Estats Units. Es va estrenar el 5 d'octubre de 2011, i va completar la seva primera temporada. El 31 d'octubre de 2011, FX va anunciar que la sèrie havia sigut renovada per una segona temporada i que constaria de 13 episodis o més. Al 22 de desembre de 2011, Ryan Murphy anuncià la intenció de canviar la localització i els personatges de la segona temporada respecte als de la primera.
La primera temporada es va centrar en la família Harmon: en Ben, la Vivien i la seva filla Violet, que es traslladen de Boston a Los Angeles després que la Vivien va tenir un avortament involuntari i en Ben va tenir una aventura amorosa amb una noia més jove anomenada Hayden. Per superar aquestes adversitats, decideixen traslladar-se a una mansió restaurada, sense saber que la casa està encantada pels seus antics habitants que foren assassinats allí.

## Emmy Awards
El 2012, American Horror Story fou nominada a 17 Premis Emmy.
| Any  | Categoria                                                                                           | Nominació | Resultat |
| ---- | --------------------------------------------------------------------------------------------------- | --- | -------- |
| 2012 | Primetime Emmy Award for Outstanding Miniseries or Movie                                            | American Horror Story | Pendent  |
| 2012 | Primetime Emmy Award for Outstanding Lead Actress in a Miniseries or a Movie                        | Connie Britton | Pendent  |
| 2012 | Primetime Emmy Award for Outstanding Supporting Actress in a Miniseries or a Movie                  | Jessica Lange | Pendent  |
| 2012 | Primetime Emmy Award for Outstanding Supporting Actress in a Miniseries or a Movie                  | Frances Conroy | Pendent  |
| 2012 | Primetime Emmy Award for Outstanding Supporting Actor in a Miniseries or a Movie                    | Denis O'Hare | Pendent  |
| 2012 | Primetime Emmy Award for Outstanding Art Direction for a Miniseries or Movie                        | Episodi: Open House - Mark Worthington, Edward L. Rubin i Ellen Brill                                                                                     | Pendent  |
| 2012 | Primetime Emmy Award for Outstanding Art Direction for a Miniseries or Movie                        | Episodi: Pilot - Beth Rubino, Charles M. Lagola i Ellen Brill                                                                                             | Pendent  |
| 2012 | Primetime Emmy Award for Outstanding Casting for a Miniseries, Movie, or a Special                  | Robert Ulrich and Eric Dawson | Pendent  |
| 2012 | Primetime Emmy Award for Outstanding Costumes for a Miniseries, Movie or a Special                  | Chrisi Karvonides and Conan Castro | Pendent  |
| 2012 | Primetime Emmy Award for Outstanding Single-Camera Picture Editing for a Miniseries or a Movie      | Fabienne Bouville | Pendent  |
| 2012 | Primetime Emmy Award for Outstanding Hairstyling for a Miniseries or a Movie                        | Monte C. Haught, Samantha Wade, Melanie Verkins, Natalie Driscoll and Michelle Ceglia                                                                     | Pendent  |
| 2012 | Primetime Emmy Award for Outstanding Main Title Design                                              | Kyle WJ Cooper, Juan Ruiz Anchia, Gabriel Diaz i Ryan Murphy.                                                                                             | Pendent  |
| 2012 | Primetime Emmy Award for Outstanding Makeup for a Miniseries or a movie                             | Eryn Krueger Mekash, Kim Ayers, Silvina Knight and D. Garen Tolkin                                                                                        | Pendent  |
| 2012 | Primetime Emmy Award for Outstanding Prosthetic Makeup for a Series, Miniseries, Movie or a Special | Eryn Krueger Mekash, Hiroshi Yada, Michael Mekash, Christopher Nelson, Kim Ayers, Christien Tinsley i Jason Hamer                                         | Pendent  |
| 2012 | Primetime Emmy Award for Outstanding Sound Editing for a Miniseries, Movie or a Special             | Gary Megregian, David Klotz, Steve M. Stuhr, Jason Krane, Jason Lezama, Timothy Cleveland, Bruce Tanis, Simon Coke, Zane Bruce, Jeff Gunn i Lance Wiseman | Pendent  |
| 2012 | Primetime Emmy Award for Outstanding Sound Mixing for a Miniseries or Movie                         | Sean Rush, Joe Earle i Doug Andham | Pendent  |
| 2012 | Primetime Emmy Award for Outstanding Stunt Coordination                                             | Tim Davison | Pendent  |

## Golden Globe Awards
| Any  | Categoria                                                          | Nominació             | Resultat  |
| ---- | ------------------------------------------------------------------ | --------------------- | --------- |
| 2012 | Best Supporting Actress in a Series, Miniseries or Television Film | Jessica Lange         | Guanyador |
| 2012 | Best Television Series – Drama                                     | American Horror Story | Nominat   |

## Horror Writers Association
| Any  | Associació                                   | Categoria                            | Treball nominat                | Resultat  |
| ---- | -------------------------------------------- | ------------------------------------ | ------------------------------ | --------- |
| 2011 | Horror Writers Association Bram Stoker Award | Superior Achievement in a Screenplay | Jessica Sharzer ("Afterbirth") | Guanyador |

## Satellite Awards
| Any  | Categoria                                     | Treball nominat       | Resultat  |
| ---- | --------------------------------------------- | --------------------- | --------- |
| 2011 | Millor interpretació en una sère de televisió | Jessica Lange         | Guanyador |
| 2011 | Millor sèrie de gènere                        | American Horror Story | Guanyador |

## Screen Actors Guild Awards
| Any  | Associació                      | Categoria                                                   | Treball nominat | Resultat  |
| ---- | ------------------------------- | ----------------------------------------------------------- | --------------- | --------- |
| 2012 | 18th Screen Actors Guild Awards | Outstanding Performance by a Female Actor in a Drama Series | Jessica Lange   | Guanyador |

## TCA Awards
| Any  | Categoria                       | Treball nominat | Resultat  |
| ---- | ------------------------------- | --------------- | --------- |
| 2012 | Individual Achievement in Drama | Jessica Lange   | Guanyador |

## Saturn Awards
| Any  | Categoria                                          | Treball nominat       | Resultat |
| ---- | -------------------------------------------------- | --------------------- | -------- |
| 2012 | Millor pel Sindicat / Sèrie de Televisió per Cable | American Horror Story | Nominat  |
| 2012 | Millor actor de televisió                          | Dylan McDermott       | Nominat  |
| 2012 | Millor actriu de televisió                         | Jessica Lange         | Nominat  |
| 2012 | Millor suport d'actriu de televisió                | Frances Conroy        | Nominat  |
| 2012 | Millor artista convidat a la televisió             | Zachary Quinto        | Nominat  |